# Kryptowolans
Kryptowolans (Cryptovolans pauli) – dinozaur z rodziny dromeozaurów (Dromaeosauridae).

## Nazwa
Cryptovolans oznacza "ukryty lotnik". Epitet gatunkowy pauli pochodzi od paleontologa o nazwisku Gregory S. Paul.

## Wielkość
Długość ciała ok. 90 cm.

## Występowanie
Żył w epoce wczesnej kredy (ok. 130-125 mln lat temu) na terenach wschodniej Azji. Jego szczątki znaleziono w Chinach.

## Opis
Był lepiej przysosowany do latania, niż archeopteryks. Opierzony. Istnieją przypuszczenia, że kryptowolans może okazać się jednym z gatunków mikroraptora.

## Odkrycie
Odnaleziono 3 skamieniałości